# George de la Peña
George de la Peña (New York, 9 dicembre 1955) è un attore, ex ballerino e coreografo statunitense.

## Biografia
George de la Peña è nato a New York in una famiglia di origini russe e argentine e ha studiato alla School of American Ballet di George Balanchine. Durante gli anni settanta ha danzato con l'American Ballet Theatre come solista, danzando coreografie di Agnes de Mille, Kenneth MacMillan, Jerome Robbins e Michail Baryšnikov. Nel 1980 ha fatto il suo debutto sul grande schermo interpretando Vaclav Fomič Nižinskij nel film Nijinsky, in cui ha danzato un pas de deux con Carla Fracci.
Dopo l'esordio cinematografico ha lasciato il balletto per la recitazione ed è apparso in diversi musical a Broadway, tra cui Woman of the Year con Lauren Bacall (1981), On Your Toes (1983) e The Red Shoes (1994), per cui ha ricevuto una candidatura al Drama Desk Award al miglior attore non protagonista in un musical; nel 1995 ha vino il Drama League Award per la sua interpretazione nell'adattamento teatrale di Cronaca di una morte annunciata a Broadway. Durante gli anni ottanta ha vissuto a Los Angeles e in questo periodo ha recitato a più riprese nel musical Cats e in diversi film e serie televisive.
È stato sposato con la ballerina Rebecca Wright dal 1984 alla morte della donna nel 2006.

## Filmografia parziale

### Cinema
- Nijinsky, regia di Herbert Ross (1980)
- Due donne in gara (Personal Best), regia di Robert Towne (1982)
- Poliziotto in blue jeans (Kuffs), regia di Bruce A. Evans (1992)
- Gli sgangheroni (Brain Donors), regia di Dennis Dugan (1992)
- La dea dell'amore (Mighty Aphrodite), regia di Woody Allen (1995)
- One Last Dance, regia di Lisa Niemi (2003)
- Il lago dei sogni (The Dust Factory), regia di Eric Small (2004)

### Televisione
- La signora in giallo (Murder, She Wrote) - serie TV, episodio 1x08 (1984)
- Nord e Sud (North and South) - serie TV, episodio 1x04 (1986)
- Star Trek: The Next Generation - serie TV, episodio 1x20 (1988)
- Freddy's Nightmares - serie TV, episodio 2x22 (1990)
- L.A. Law - Avvocati a Los Angeles (L.A. Law) - serie TV, 3 episodi (1992)
- Jack's Place - serie TV, episodio 1x03 (1992)

## Doppiatori italiani
- Franco Mannella in One Last Dance
- Lucio Saccone in Poliziotto in blue jeans